# Йоганн Філіп фон Шенборн
Йоганн Філіп фон Шенборн (нім. Johann Philipp von Schönborn; 6 серпня 1605 — 12 лютого 1673) — церковний та політичний діяч Священної Римської імперії, 67-й архієпископ Майнца в 1647—1673 роках, курфюрст.

## Життєпис
Походив зі знатного пфальцького роду Шенборн з Райнгау. Син Георга фон Шенборна, фогт Майнца, та Барбари фон дер Лейєн. Народився 1603 року в замку Ешбах, що розташовувався на сході Заднього Таунусу. Спочатку був хрещеним як протестант, але зрештою під впливом матері став католиком.
Вивчав право в школі в Вайлбурзі, єгуїтській колегії Майнцу, в університетах Орлеану і Сієни. Водночас йому було визначено церковну кар'єру. 1621 року призначають каноніком собору в Вюрцбурзі. 1625 року отримав аналогічну посаду в Майнці. Протягом 1626—1629 років пройшов малі чинив Майнці. 1629 року стає членом соборного капітулу Вюцрбургу.
1631 року внаслідок наступу шведських військ (в цей частривала Тридцятирічна війна) перебрався до Кельна. 1642 року призначається князем-єпископом Вюрцбургу (разом отриманням титулу герцога Франконії). Намагався відновити економіку Вюрцбурзького єпископства, змусивши французів залишити його межі та зменьшити постачання для імператорської армії. Разом з тим видав наказав про виселення жидів зВюрцбургу, що було зроблено до 1643 року. 1645 року висвічений на єпископа.
Брав участь в 1647—1648 роках в перемовинах в Мюнстері та Оснабрюці, де було зрештою укладено Вестфальський мир. Під час перемовин виступав за компроміс з релігійних питань з протестантськими державами. З завершення військових дій приділяв увагу відновленню фортець та замків єпископства, насамперед Вюрцбургу.
1647 року обирається архієпископом-курфюрстом Майнцьким. За умовами Вестфальського миру майнцькому курфюрсту поверталися землі в Гессені та Саксонії (з містом Айхсфельд). Втім лише 1649 року Шенборн отримав підтвердження свого обрання від папи римського Інокентія X.
1651 року висунув ідею об'єднання імперських округів з метою захисту володінь духовних князів. В союз ініційований Шенборном доєдналися Максиміліан Генріх Баварський, архієпископ Кельна, Філіпп Христоф фон Зетерн, архієпископ Тріру, Карл I Людвіг, курфюрст Пфальцу. У 1652—1653 роках ініціював перемовини з іншими німецькими князями задля захисту положеньВестфальського миру.
З 1655 року починає масштабне будівництво, метою якого було перетворити Майнц на потужну фортецю (роботи тривали до 1675 року). Водночас розпочинає орієнтуватися на Францію, що було пов'язано з посиленням впливу цієї держави внаслідок перемоги над Іспанією. ля підтвердження вірності католицтву 1656 року оголосив про впровадження положень Тридентського собору та застосування григоріанського співу. Сприяв також друку нової редакції Біблії та Майнцького пропрію. разом з тим заборонив судові процеси над відьмами.
1657 року відкинув пропозицію кардинала Джуліо Мазаріні підтримати кандидатуру французького короля Людовик XIV. 1658 року відтягував голосування за кандидатуру Леопольда Габсбурга на трон імператора, але зрештою проголосував за нього. Вже через місяць після цього сприяв створенню Рейнського союзу з 50 німецьких князів та короля Швеції, що став орієнтуватися на Францію.
1660 року сприяв відкриттю в Майнці духовної семінарії. 1662 заснував бібліотеку Святого Мартина. З 1661 року поступово відходить від союзу з Францією через його гегемоністські плани, поступово зближується з династією Габсбургів. 1663 року стає єпископом Вормсу. 1664 року за допомогою французьких та імператорських військ зайняв Ерфурт, який відповідно до Вестфальського миру повинен бути під владою Майнцького курфюрста. 1665 року для зміцнення в місті своєї влади наказав звести фортеці Петерсберг і Кир'яксбург. Того ж року на власні кошти відкрив в Майнці дитячий будинок.
1670 року через хворобу ринок став піклуватися про спадкоємців на посадах. Того ж року зробив коад'ютором Вюрцбурзького князівства-єпископства свого небіжа Лотара Франца фон Шенборна, в Майнці — Лотаря фон Меттерніх-Буршайда, у Вормсі адміністратором став Філіп фон Вреде цу Амеке. 1671 року провів собор Майнцького архієпископства, де було затверджено службові форми в костелах (зберігалися до 1950 року). Помер 1673 року в Вюрцбурзі.